# Lützeln
Lützeln ist ein Ortsteil von Burbach im Kreis Siegen-Wittgenstein in Nordrhein-Westfalen mit 850 Einwohnern.

## Geographie
Lützeln befindet sich im südlichen Siegerland und ist Teil des Hickengrunds am Fuße des Berges „Kleiner Stein“. Lützeln gilt als das älteste Dorf der vier Hickendörfer. Durch den Ort zieht sich der Lützelbach, der in Niederdresselndorf in den Wetterbach mündet.

### Nachbarorte
Nachbarorte sind Burbach im Norden, Holzhausen im Nordosten, Niederdresselndorf im Osten, Liebenscheid im Süden und Lippe im Westen.

## Geschichte
Am 25. April 1349 wurde Lützeln erstmals urkundlich erwähnt. 1441 gab es vier Haushalte im Ort. Am 15. April 1695 brannte das Dorf bis auf ein Haus und zwei Scheunen ab. 1769 wurde die erste Dorfschule gebaut, 97 Jahre später, im Jahre 1866, eine neue. Die jetzt noch stehende Schule wurde 1929 errichtet. Am 3. Juli 1881 zerstört eine Brandkatastrophe 60 von 75 Häusern in Lützeln. Bis zur kommunalen Neugliederung am 1. Januar 1969 gehörte der Ort dem Amt Burbach an. 1999 gab es die 650-Jahr-Feier im Ort.

### Einwohnerzahlen
Einwohnerzahlen des Ortes:
| Jahr | Einwohner |
| ---- | --------- |
| 1818 | 250       |
| 1885 | 282       |
| 1895 | 349       |
| 1905 | 363       |

| Jahr | Einwohner |
| ---- | --------- |
| 1910 | 368       |
| 1925 | 406       |
| 1933 | 437       |
| 1939 | 451       |

| Jahr | Einwohner |
| ---- | --------- |
| 1950 | 556       |
| 1961 | 630       |
| 1967 | 730       |
| 1994 | 846       |

## Infrastruktur und Verkehrsanbindung

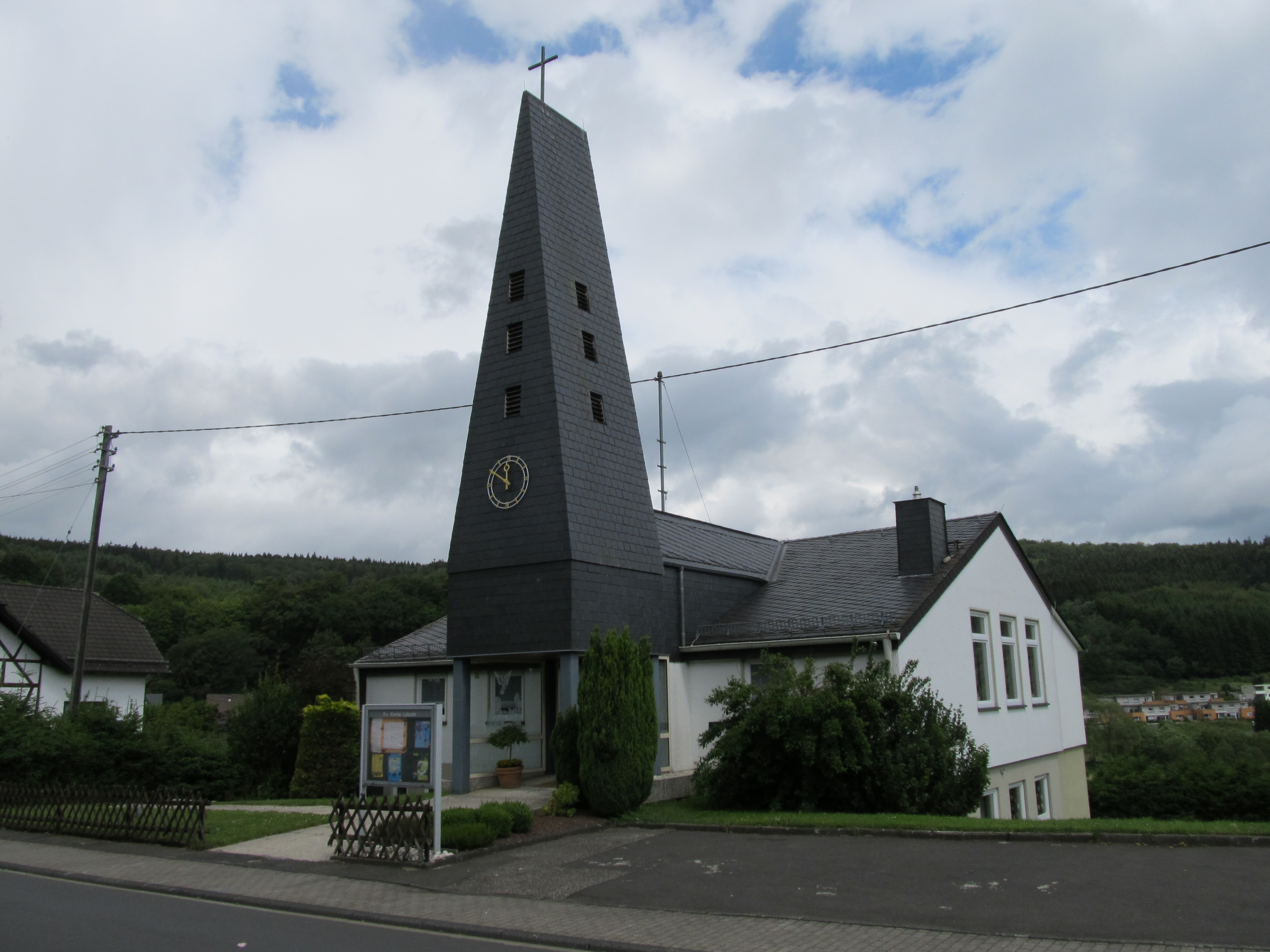
Evangelische Kirche in Lützeln

Lützeln liegt an der Landesstraße L 911, die Niederdresselndorf mit Lippe verbindet und hier auf die Bundesstraße 54 trifft. Über diese ist Lützeln an die Auffahrt „Haiger-Burbach“ der Bundesautobahn 45 angebunden. Südwestlich von Lützeln befindet sich der Flughafen Siegerland. Der nächste Bahnhof ist in Niederdresselndorf an der Strecke Betzdorf–Haiger.

## Sehenswürdigkeiten
Sehenswert ist der über 300 Jahre alte Backes im Ortskern von Lützeln. Einen Besuch wert sind auch der Große Stein (546 m ü. NN) und der Kleine Stein (587 m ü. NN) mit dem dazugehörigen Naturschutzgebiet.